# Atanasio (metropolita di Mosca)
Atanasio, (Russo Афанасий) al secolo Andrej (Андрей) (fl. XVI secolo), è stato uno scrittore e iconografo russo, metropolita di Mosca e di tutta la Russia dal marzo del 1564 fino al maggio del 1566.
Tra gli anni trenta e gli anni quaranta del XVI secolo, Atanasio svolse il ruolo di sacerdote a Pereslavl'-Zalesskij. Tra il 1549 e il 1550 fu nominato arciprete della cattedrale dell'Annunciazione del Cremlino moscovita e diventò il confessore personale di Ivan IV di Russia. Atanasio accompagnò lo zar durante la sua campagna militare contro il Khanato di Kazan' nel 1552 e celebrò un servizio liturgico alla posa della prima pietra della Cattedrale dell'Annunciazione di Kazan'. Partecipò inoltre ai due sobor ecclesiastici svoltisi nel 1553 e 1554, proponendo il restauro delle icone e degli affreschi del Cremlino danneggiati durante l'incendio di Mosca del 1547. Tra il 1555 e il 1556 Atanasio fu impegnato, insieme al metropolita Macario, nel restauro dell'icona di Nikolaj Velikoreckij. Nel 1567 partecipò al restauro dell'icona di Nostra Signora di Vladimir. Si ritiene che Atanasio sia inoltre l'autore dell'icona La Chiesa Belligerante ("Церковь воинствующая"). Scrisse inoltre la Vita di Daniele di Perejaslavl (Житие Даниила Переяславского; 1556-1562) e il Libro delle Generazioni (Степенная книга; tra il 1560 e il 1563). Nel 1562 entrò nel Monastero di Čudov, ma nel 1564 fu nominato Metropolita di Mosca e di tutta la Russia, rimpiazzando il defunto Metropolita Macario. Fu al Metropolita Atanasio che i boiardi chiesero di mediare nel 1565, durante l'autoesilio ad Aleksandrov di Ivan IV e fu proprio a costui che lo zar consegnò le condizioni per un suo ritorno, che avrebbero portato all'introduzione dell'Opričnina. Il nuovo Metropolita aveva costruito uno stretto rapporto con Ivan e ne era diventato ormai confidente e consigliere.
Ufficialmente Atansasio lasciò il soglio a causa di una grave malattia, ma alcuni storici russi ritengono che furono proprio i suoi giudizi negativi sull'Opričnina a costargli il posto. Si trasferì quindi al Monastero di Čudov dove rimase fino alla morte.